# Shancheng
Shancheng (en chino, 山城; pinyin, Shānchéng) es un distrito urbano bajo la administración directa de la Prefectura  Hebi  en la Provincia de Henan, República Popular China.  Su área es de  km² y su población total para 2010 superó los  mil  habitantes. 

## Administración
Desde junio  de 2022, el  Distrito Shancheng   se divide en 8 pueblos  administrados  en 7 subdistritos y 1  poblado.

## Toponimia
El topónimo Shancheng se compone de los sinogramas Shan (montaña) y Cheng (ciudad). El distritom recibe su nombre debido a su topografía.
La parte occidental contiene numerosos cerro y colinas, mientras que la parte sureste es montañosa. El terreno es ondulado y los edificios de la zona presentan una altura escalonada, lo que le da las características de una "ciudad de montaña", de ahí su nombre.